# Їхк'ін-Чан-К'авііль
Їхк'ін-Чан-К'авііль (д/н — між 751 та 755) — володар Мутуля з 734 до бл. 755 року. Ім'я перекладається як «Кавііль, що затемнює небо». Відомий також під ім'ям «Сонячний небесний дощ».

## Життєпис

### Здобуття гегемонії
Походив з династії Теотіуакана. Син ахава і калоомте Хасав-Чан-К'авііля I і Іш-Ве'льналь-Йокман-Лахча’-Унен-Мо’. Про молоді роки немає відомостей. Після смерті батька у 734 році продовжив боротьбу за гегемонію. На самому початку володарювання він здобув нову перемогу над Канульським царством — між груднем 734 та липнем 736 року, захопивши царя супротивника Йукноом-Тоок’-К'авііля.

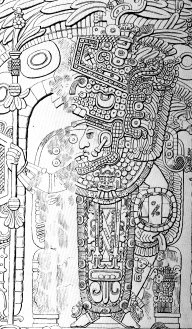
Зображення Їхк'ін-Чан-К'авііля

Після цього мутульські війська рушили проти давніх союзників Кануля — царств Сааль і Вака’. У день 9.15.12.2.2, 11 Ік '15 Ч'ен (1 серпня 743 року) військо Їхк'ін-Чан-К'авііля напало на Яшу, область у складі держави Вака'. Військо ахава Вака' — Бахлам-Ц'ама — було розбито, при цьому захоплено фігурки із зображеннями богів-покровителів його династії.
Слідом за цим мутульське військо виступило зі своєї столиці 9.15.12.11.12, 6 Еб 0 Поп (7 лютого 744 року) і в той же день зайняло Туубаль (царство або місцевість між Тікалєм і Наранхо). Вже 8 лютого Яш-Майуй-Чан-Чаак, ахав Саальського царства, зазнав нищівної поразки і потрапив в полон. Вважається, що його було принесено в жертву. У день 9.15.17.10.2, 8 Ік '10 По (12 грудня 748 року) був узятий в полон і двома днями пізніше принесений в жертву богам Вілаан-Чак-Ток-Вахяаб, родич полоненого саальського царя, який намагався очолити спротив. За результатами цієї кампанії Мутульське царство на чолі із Їхк'ін-Чан-К'авіілєм відновило гегемонію на території Петена. Його правління стає часом економічного і культурного піднесення Мутуля.

### Будівництво
У столиці держави в роки володарювання Їхк'ін-Чан-К'авііля спостерігався справжній будівельний бум. У 735 році, на самому початку свого правління, Їхк'ін-Чан-К'авііль перебудував або оновив «Храм VI» і проклав пов'язану з ним «дорогу Мендеса». Після 748 року була зведена на честь розгрому Ваки і Сааля велична 65-метрова піраміда, відома тепер як «Храм IV», що стала перлиною архітектури майя класичного періоду. Ххк'ін-Чан-К'авііль прикрасив храм дерев'яними одвірками, на яких описав свої перемоги. При цьому царя будувалися інші величні пірамідальні храми, покликані продемонструвати повернення державі «Священних Мутульських володарів» її колишній величі.
Дата смерті і місце поховання Іхк'ін-Чан-К'авііля невідомі. 7 травня 751 року було освячено подвійну піраміду (на честь завершення періоду к'атун). Останній свій монумент, стелу 20, він приурочив до дати 9.16.0.0.0, 2 Ахав 13 Сек (9 травня 751 року). Владу успадкував син відомий під ім'ям XXVIII Володар.

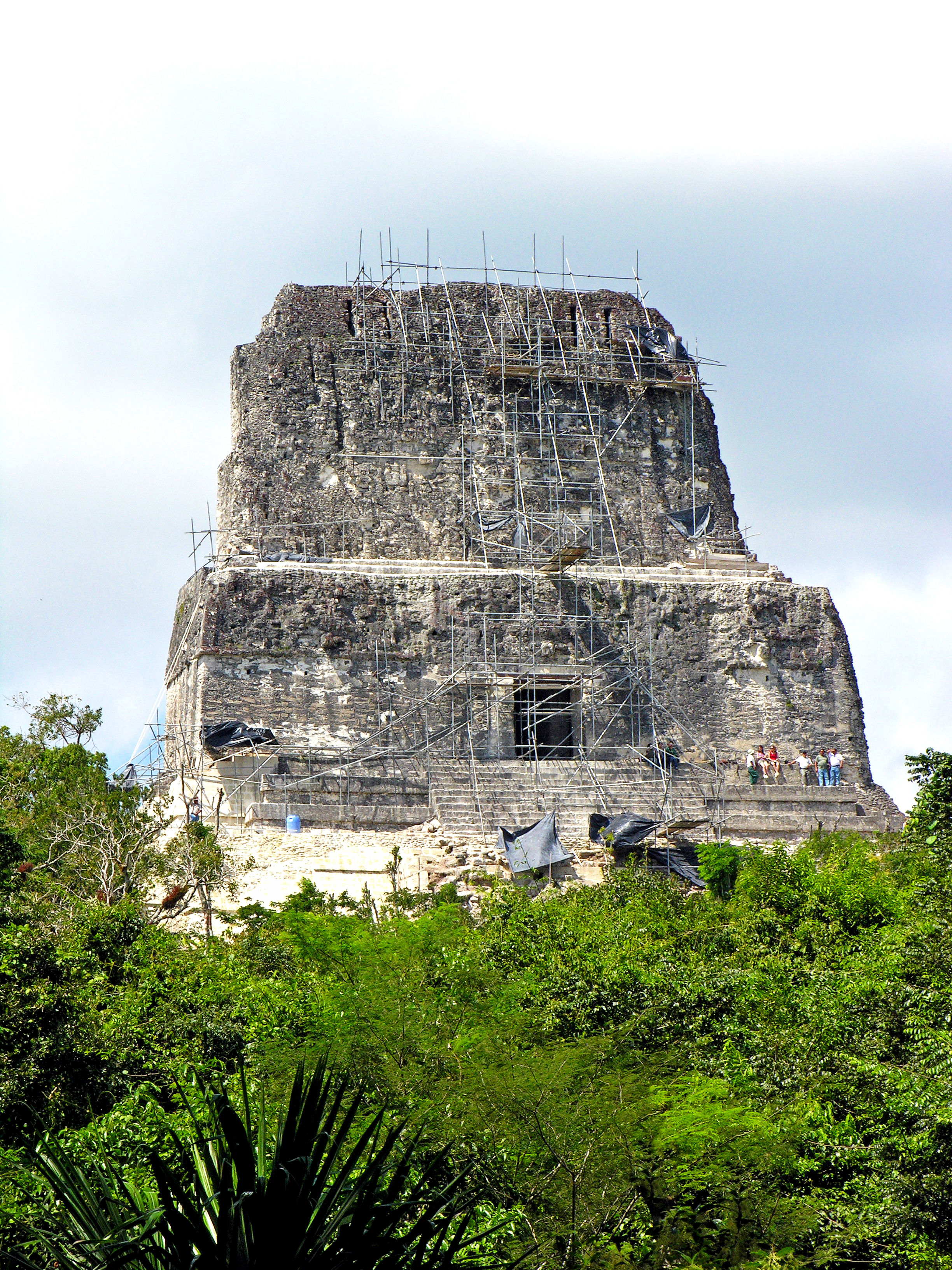
Храм IV
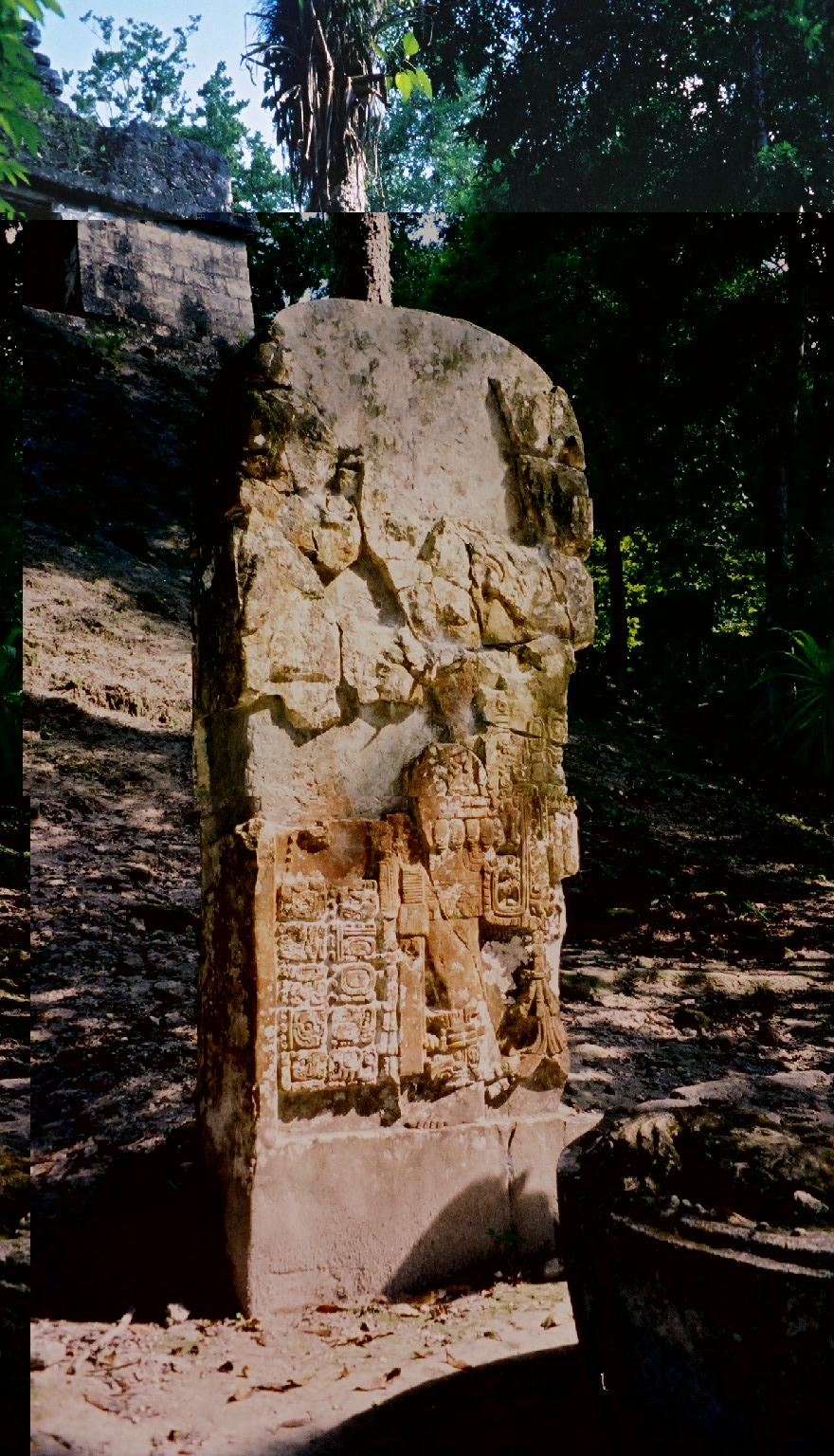
Стела 21 про перемогу на Канулєм
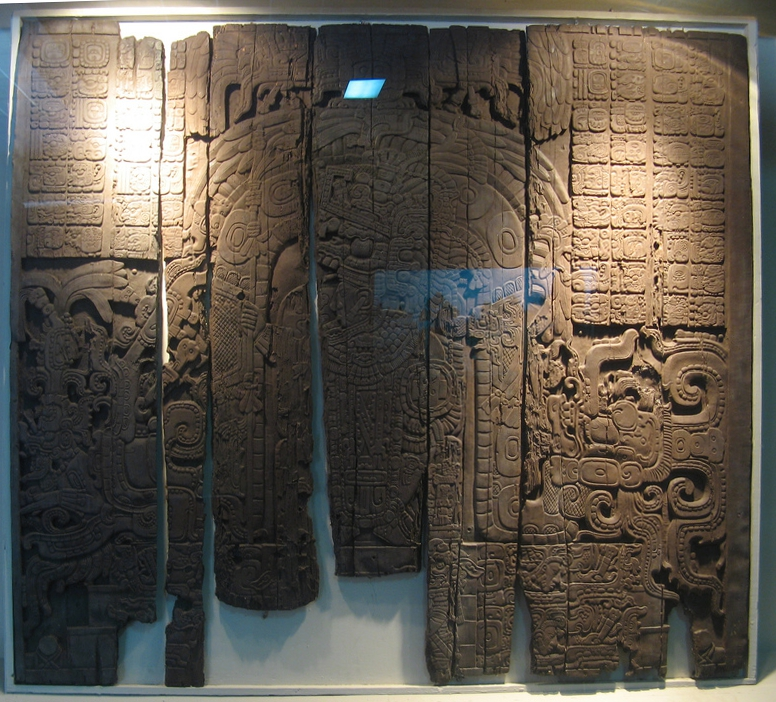
Панель в Храмі IV з описом перемог Їхк'ін-Чан-К'авііля
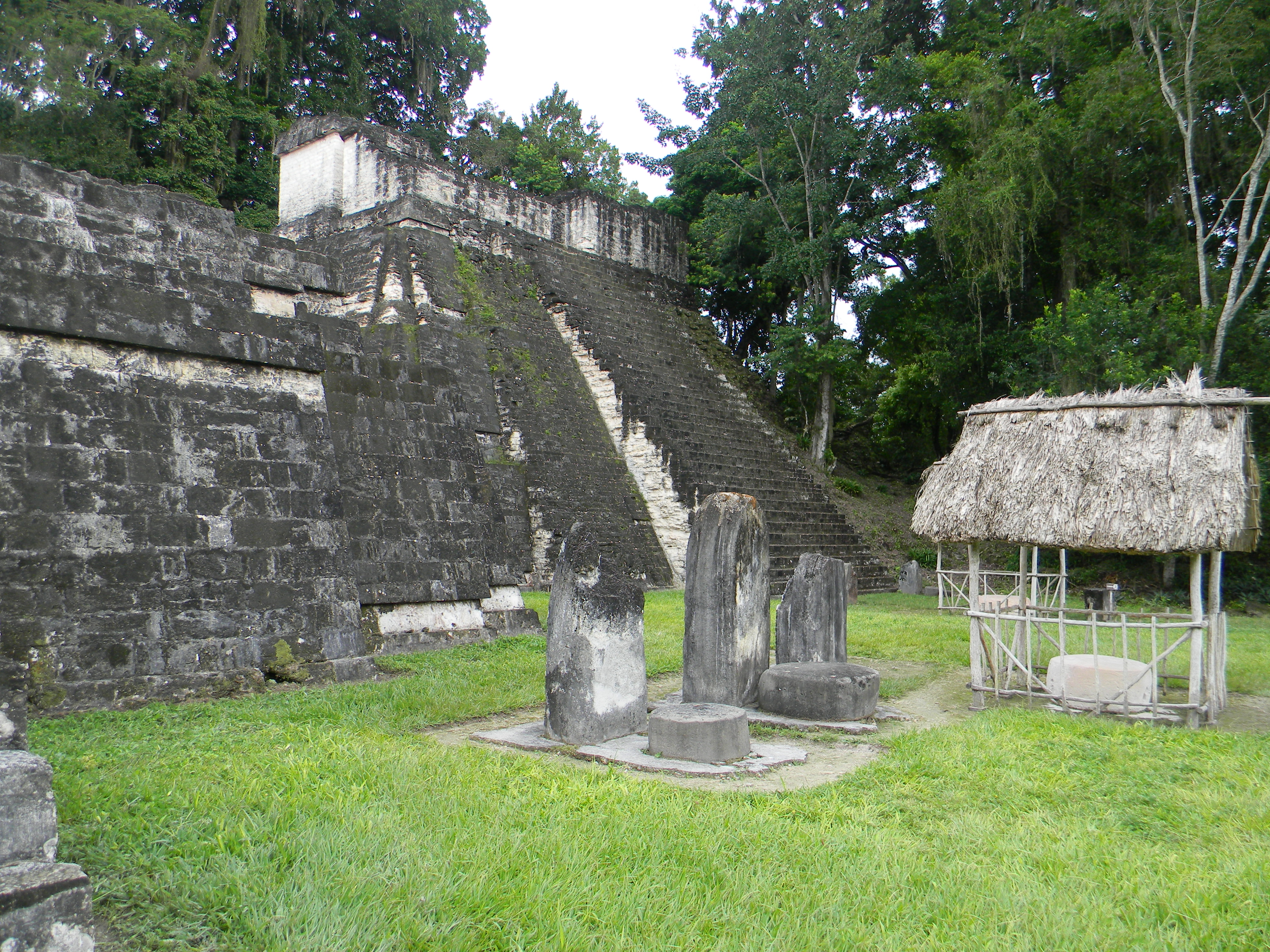
Стела 20